# Guinechen
Guinechen (Ngenechen) var den högsta guden hos Araucanindianerna i Chile. 
Guinechen är alltings upphov och upprätthållare och det är han som räddar mänskligheten från de onda makternas störtflod.